# マラ川

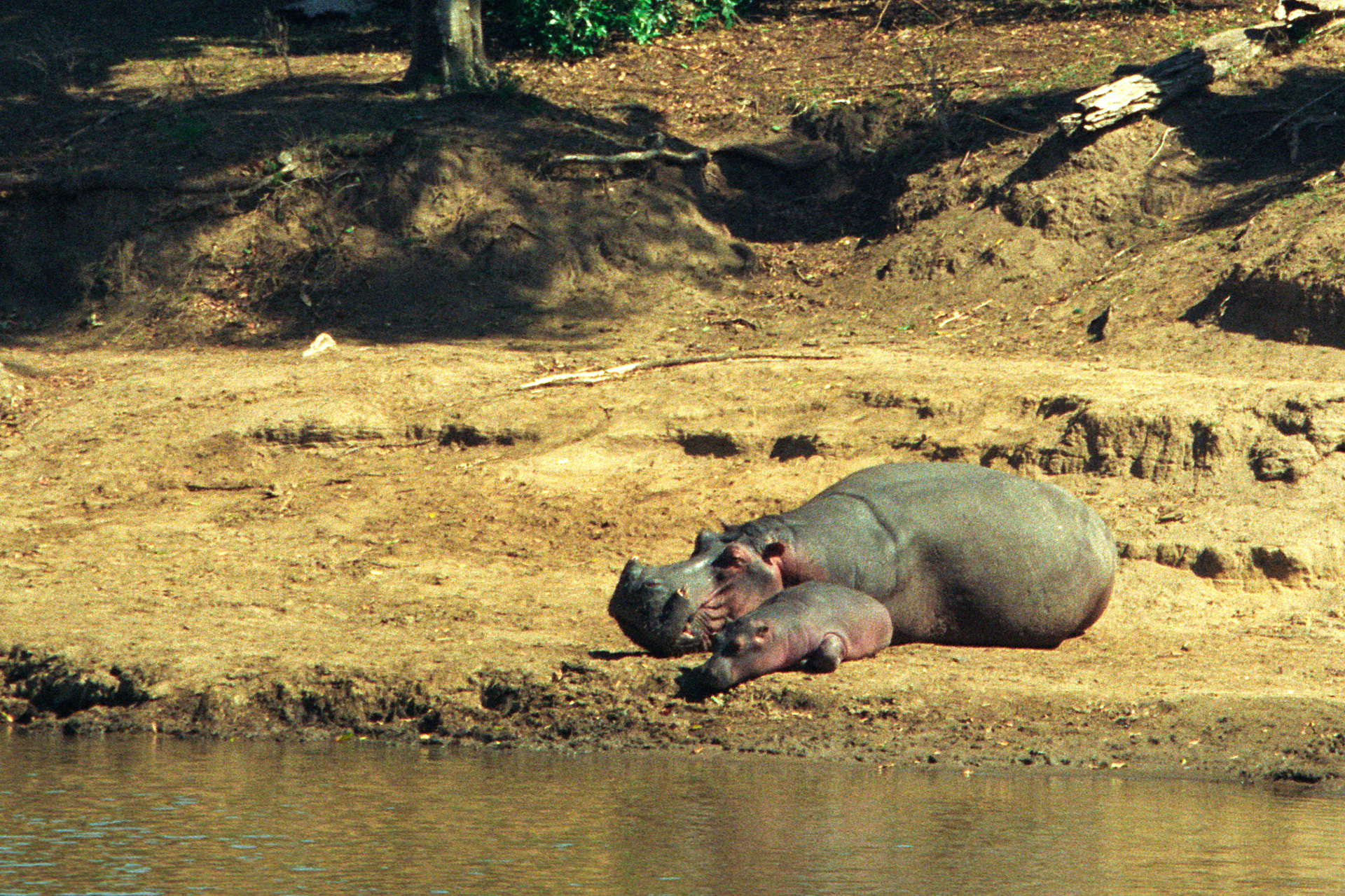
マラ川に生活しているカバ

マラ川（マラがわ、スワヒリ語:Mto Mara、英語:Mara River）は、タンザニアとケニアの国境の河川である。両国を流れてヴィクトリア湖へ注ぐ。長さは395キロで、面積は13504キロである。ヌーの群れが、ケニアのマサイマラ国立保護区とタンザニアのセレンゲティ国立公園の間を移動する際、この川を集団で渡ることで有名である。

## 注脚
1. ↑  ヌーの大移動のシーズンがやってきました